# IV Festival Mundial de la Joventut i els Estudiants
El Quart Festival Mundial de la Joventut i els Estudiants va tenir lloc durant agost de 1953 a Bucarest, capital de la llavors República Popular de Romania. Organitzada per la Federació Mundial de la Joventut Democràtica (FMJD), la quarta edició del seu festival va reunir a prop de 30.000 joves representants de 111 països sota el lema "No! Nostra generació ja no servirà a la mort i la destrucció!"
La IV edició del Festival va tenir per objecte principal denunciar l'ona anticomunista que es vivia per aquest estiu boreal de 1953, amb la Guerra Freda en un dels seus punts més àlgids. En la República Federal Alemanya havia estat crivellat Philipp Müller, militant comunista i delegat a l'edició anterior del FMJE i menys de dos mesos abans de començar la quarta edició, al juny de 1953, havien estat executats en la cadira elèctrica Ethel i Julius Rosenberg, acusats d'espionatge comunista.
El context internacional també era tibant; la Guerra de Corea no havia arribat a la seva fi i a Vietnam i Algèria es lliuraven guerres d'Independència contra l'ocupació francesa. En aquest marc el Festival i els seus preparatius es van convertir en poderoses manifestacions contra la guerra, precisament en un país on s'estima que al voltant de 140.000 persones van perdre la vida combatent a l'Alemanya nazi.